# Marilyn Bodogh
Marilyn Bodogh znana także pod nazwiskami Darte i Bodogh-Darte (ur. 9 marca 1955 w Toronto) – kanadyjska curlerka, dwukrotna mistrzyni świata.
Bodogh urodziła się w Toronto. Gdy miała dziewięć lat, rodzina przeprowadziła się do St. Catharines, od 1965 jest zawodniczką tamtejszego St. Catharines Curling Club. W mistrzostwach Kanady uczestniczyła pięciokrotnie – 3 razy wygrała mistrzostwa Ontario, dwukrotnie wystąpiła jako Team Canada.
Pierwszy raz w rywalizacji krajowej Bodogh brała udział w 1980 jako trzecia w zespole swojej siostry Christine. 6 lat później to ona była kapitanem a siostra (z nazwiskiem Jurgenson) drugą. W fazie grupowej Scott Tournament of Hearts 1986 Ontario przegrało tylko jeden mecz (przeciwko Nowej Fundlandii i Labradorowi – Sue Anne Bartlett) i zespół bezpośrednio awansował do finału. Ostatecznie Bodogh wywalczyła złote medale pokonując 7:3 obrończynie tytułu (Linda Moore).
Podobnie jak podczas mistrzostw kraju na Mistrzostwach Świata 1986 przegrała tylko jeden mecz – w Round Robin z Norwegią (Anne Jøtun Bakke). W półfinale pokonała Szwedki (Inga Arfwidsson) 8:7 i w finale 12:5 Niemki (Andrea Schöpp). Na Scott Tournament of Hearts 1987 zespół z St. Catharines grał jako Team Canada. Bodough zajęła zaledwie 9. miejsce wygrywając 4 a przegrywając 7 meczów.
Bodogh powróciła na Tournament of Hearts w 1996. Reprezentacja Ontario dotarła wówczas do finału, w którym  zwyciężyła z Albertą (Cheryl Kullman) 7:3. Na Msitrzostwach Świata 1996 zdobyła swój drugi złoty medal, Kanadyjki w finale pokonały 5:2 Amerykanki (Lisa Schoeneberg). Rok później  zespół Bodogh bronił tytułu mistrzowskiego w kraju, Team Canada został sklasyfikowany z Wyspą Księcia Edwarda i Quebekiem na 6. pozycji.
Od 1997 jest komentatorką curlingu w Rogers Sportsnet i Rogers TV. W 1999 została włączona do Canadian Curling Hall of Fame. W 2006 Bodogh startowała w wyborach na burmistrza St. Catharines. Poparciem 11,59% zajęła 4. miejsce na 8 kandydatów.
W 2008 po raz pierwszy wystartowała w prowincjonalnych mistrzostwach seniorów. Zajęła wówczas 2. miejsce. Turniej ten zespół Bodogh wygrał w 2014. Podczas Mistrzostw Kanady zawodniczki z Ontario zdobyły brązowe medale, w półfinale uległy 4:7 ekipie z Saskatchewan.

## Drużyna
| [ 1 ] [ 11 ] | Czwarta          | Trzecia              | Druga               | Otwierająca                 |
| ------------ | ---------------- | -------------------- | ------------------- | --------------------------- |
| 2013/2014    | Marilyn Bodogh   | Kathy Chittley-Young | Collen Madonia      | Jane Hooper-Perroud         |
| 2012/2013    | Marilyn Bodogh   | Kathy Chittley-Young | Lindy Marchuk       | Cathy Shaw                  |
| 2008/2009    | Marilyn Bodogh   | Kathy Chittley-Young | Margaret Pross      | Eveline Shaw                |
| 2004/2005    | Marilyn Bodogh   | Darlene Kidd         | Michelle Gray       | Jennifer Issler Jen Spencer |
| 2002/2004    | Marilyn Bodogh   | Theresa Breen        | Susan Froud         | Sara Gatchell               |
| 1995/1997    | Marilyn Bodogh   | Kim Gellard          | Corie Beveridge     | Jane Hooper-Perroud         |
| 1985/1987    | Marilyn Bodogh   | Kathy McEdwards      | Christine Jurgenson | Jan Augustyn                |
| 1981/1983    | Marilyn Bodogh   | Kathy Young          | Norma Quesnell      | Mary Gellard                |
| 1979/1980    | Christine Bodogh | Marilyn Darte        | Norma Quesnell      | Mary Gellard                |